# 데이터 거버넌스
데이터 거버넌스(data governance)는 기업에서 사용하는 데이터의 가용성, 유용성, 통합성, 보안성을 관리하기 위한 정책과 프로세스를 다루며 프라이버시, 보안성, 데이터품질, 관리규정 준수를 강조한다. 매크로 레벨과 마이크로 레벨에서 둘 다 사용되는 용어이다. 전자의 경우 정치적 개념으로서 국제 관계와 인터넷 거버넌스의 일부를 형성한다. 후자의 경우 경영 개념이며 회사 거버넌스의 일부를 이룬다.

## 같이 보기
- 정보 아키텍처
- 정보기술 거버넌스
- COBIT
- ISO/IEC 38500
- ISO/TC 215
- 사베인스 옥슬리법